# 胡氏节孝坊
胡氏节孝坊位于安徽省黄山市歙县徽城镇鲍川村琳村自然村，2006年6月7日公布为歙县文物保护单位。
胡氏节孝坊高达12.95米，三楼三间四柱冲天式，屹立在村道上，系清康熙七年（1668年）奉旨建造，其上有“圣旨”、“天赐孝慈”、“纶褒贞节”、“旌表故民萧邦永妻胡氏节孝”等字样。